# Ziz

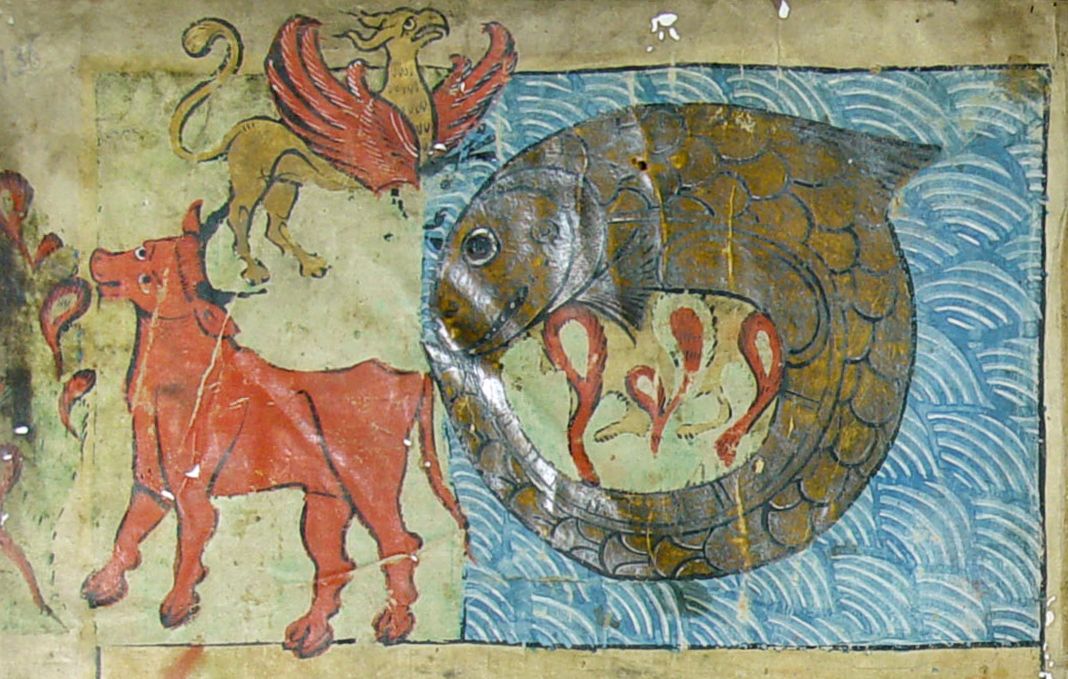
Leviatã, Behemoth e Ziz

Ziz (Hebraico: זיז) é, na mitologia judaica, uma ave gigante, tão grande que bloqueia a luz do sol com a envergadura das suas asas. É considerado como um arquétipo das criaturas monstruosas. Behemoth, Leviatã e Ziz são motivos tradicionais de decoração no artesanato judaico. Alguns criacionistas o identificaram como uma espécie de pterossauro, o Quetzalcoatlus, que foi o maior animal alado da história geológica da Terra.

## Especificando o mito
Embora não se tenha um relato direto na Bíblia sobre o Ziz, ele é mencionado em "Amanhã descereis contra eles; eis que sobem pela ladeira de Ziz, e os achareis no fim do vale, diante do deserto de Jeruel." (2 Crônicas 20,16).
A ladeira de Ziz era o passo, ou caminho, pelo qual os exércitos de Moabe, de Amom e dos amonins vieram  na verdade contra Judá durante o reinado do Rei Jeosafá (936-c. 911 AEC). Costuma ser identificado com o uádi Hasasa (Nahal Hazezon), a uns 15 km ao SE do lugar sugerido de Tecoa e a uns 10 km ao NO de En-Gedi. — 2Cr 20:1, 2, 16, 20.